# 旭岳スキーコース
旭岳スキーコース（あさひだけスキーコース）は、北海道上川郡東川町にあるスキー場である。経営はワカサリゾート。ワカサリゾートのホームページではかつては「旭岳スキーコース」と称していたが
、近年は「旭岳エリア」の名称を用いている。また、旭岳スキー場と呼ばれることもある。

## コース
旭岳ロープウェイの姿見駅から山麓駅の間に、中級者から上級者までのA～Dコースの4コースが設置されている。大雪山国立公園の特別保護地区内に位置しており、一般的なゲレンデスキー場とは異なり、必要最低限の標識・ポールしか設けられておらず、コースの巡回パトロールも行われていない。このため、冬山上級者以外は旭岳エリアには立ち入らないように注意を呼びかけている。
また、コース利用許可認定期間（例年12月～5月上旬）以外の時期は、環境保護の観点から、スキー・スノーボード等のロープウェイの持ち込みが禁止される。 

## アクセス
- バス - JR旭川駅より旭川電気軌道バスで約90分
- 車 - 旭川市内から約60分